# Pietrasze (Wydminy)
Pietrasze (autrefois Pietraschen puis, de 1938 à 1945, Petersgrund) est un village polonais de la voïvodie de Varmie-Mazurie, dans le powiat de Giżycko.